# JetSul
JetSul es una empresa fundada en 1993 por José Rodrigues Cordeiro. Inicialmente, ofreció servicios charter y actualmente continúa operando como una aerolínea charter para las necesidades de ejecutivos y corporaciones. Todos los aviones están configurados con interiores de negocios. La Compañía dejó de operar en 2003.  

## Flota[1]
- Dassault Falcon 10
- IAI Westwind II
- Raytheon BeechJet
- Embraer EMB 110 Bandeirante
- Piper Seneca III
- Beechcraft King Air 350